# Forn d'inducció
Un forn d'inducció és un forn elèctric en què la calor és generada per escalfament, per la inducció elèctrica d'un mitjà conductiu (un metall) en un gresol, al voltant del qual es troben enrotllades bobines magnètiques. El principi d'escalfament d'un metall mitjançant la inducció va ser descobert per Michael Faraday el 1831.
La netedat és un dels avantatges principals d'aquesta mena de forns. Eficient des del punt de vista energètic, és un procés de fosa i de tractament de metalls més controlable que la majoria dels altres mètodes d'escalfament. Un altre avantatge n'és la capacitat de generar una gran quantitat de calor de manera ràpida. Els principals components d'un sistema d'escalfament per inducció són la bobina d'inducció, la font d'alimentació, el mòdul d'acoblament de la càrrega, una estació de refredament i la peça a ser tractada.
Les foses més modernes fan servir aquesta mena de forn i cada vegada més foneries substitueixen els alts forns pels d'inducció, pel fet que els alts forns generen molta pols i altres contaminants. El rang de capacitats dels forns d'inducció abasta des de menys d'un quilogram fins a cent tones i serveixen per fondre ferro, acer, coure, alumini i metalls preciosos. Un dels principals inconvenients n'és la impossibilitat de refinament, que la càrrega de materials ha de ser lliure de productes oxidants i d'una composició coneguda i que alguns aliatges es poden perdre a causa de l'oxidació (i han de ser afegits novament).
El rang de freqüències d'operació va des de la freqüència de xarxa (50 o 60 Hz) fins als 10 kHz, en funció del metall que es vol fondre, la capacitat del forn i la velocitat de fosa desitjada, normalment un forn de freqüència elevada (més de 3 kHz) és més ràpid. Se solen fer servir per a la fosa d'acer, atès que l'elevada freqüència disminueix la turbulència i evita l'oxidació. Freqüències menors generen més turbulències en el metall, i redueixen la potència que es pot aplicar al metall fos.
En l'actualitat els forns de freqüència de línia (50 o 60 Hz, segons el país) van caure en desús, ja que són poc eficaços energèticament i a més tenien un alt cost de manteniment, atès que contenen una gran quantitat d'elements electromecànics. Des de la darreria de la dècada de 1970 s'han incorporat equips d'estat sòlid, conformats en la seva etapa de potència amb components com ara tiristors (díodes SCR) i transistors de potència tipus IGBT, de manera que el rendiment i l'eficiència n'ha augmentat considerablement.
Un forn per una tona preescalfat pot fondre una càrrega freda en menys d'una hora. A la pràctica es considera que calen 600 kW per fondre una tona de ferro en una hora.
Un forn d'inducció en funcionament normalment emet un brunzit, xiulet o grinyol (a causa de la magnetostricció). Operaris amb experiència poden fer servir la freqüència d'aquest so per saber si el forn funciona correctament i a quina potència ho fa.